# تراپ دوتایی

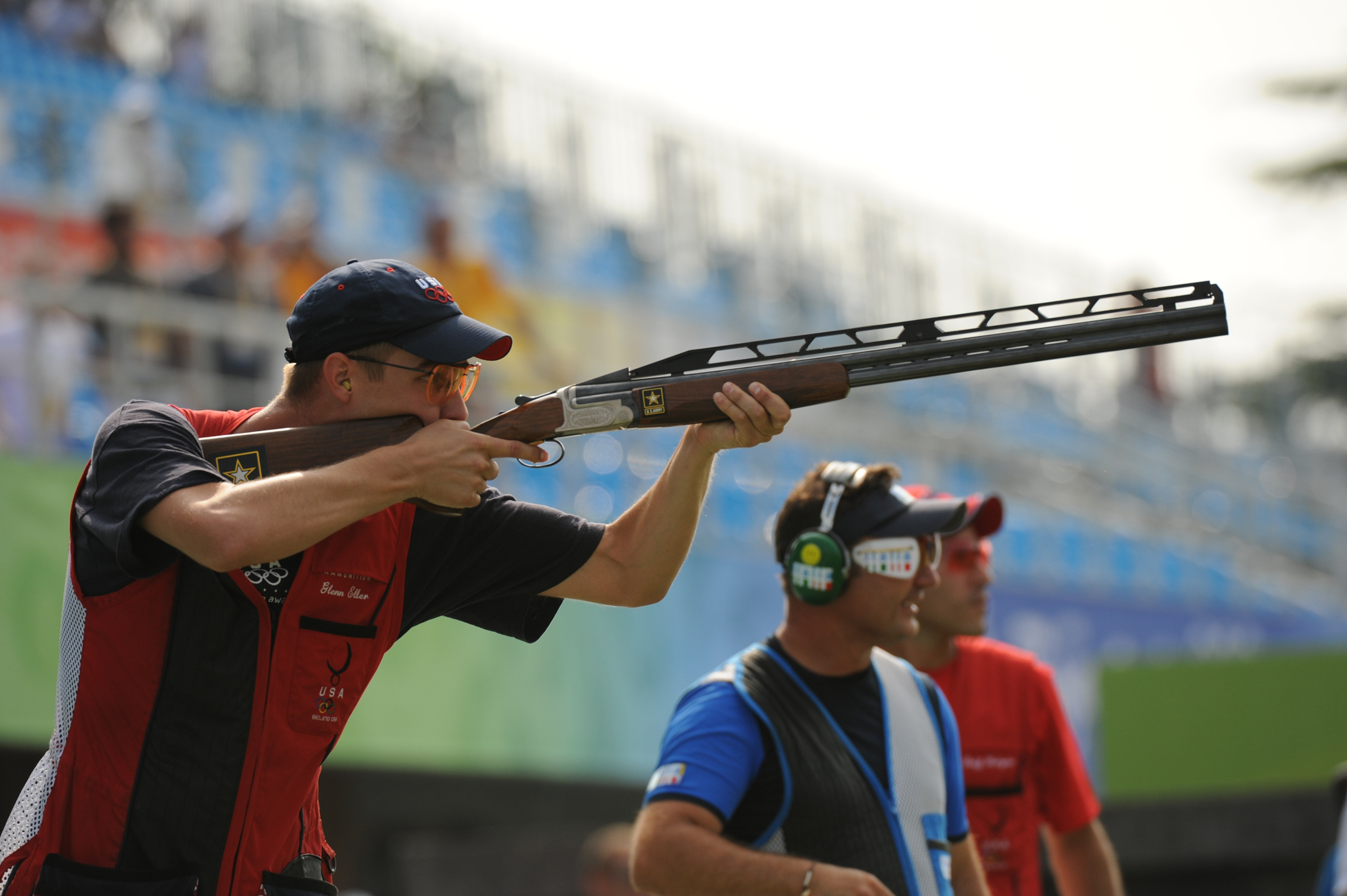
تیراندازی تراپ دوتایی

تراپ دوتایی یا تیراندازی پرتابی دوتایی (انگلیسی: Double trap) یا تراپ دوبل یکی از رشته‌های فدراسیون جهانی تیراندازی است.
این رشته ورزشی در مسابقات جهانی و بازی‌های المپیک در دو بخش مردان و زنان توسط تفنگ ساچمه‌زنی در فاصله ۱۶ یاردی (۱۴٫۶۳۰۴ متر) هدف برگزار می‌شود، در بخش مردان ۱۵۰ تیر و در بخش زنان ۱۲۰ تیر شلیک می‌شود.

## مجموع مدال‌ها در مسابقات جهانی
| رتبه  | کشور                | طلا | نقره | برنز | مجموع |
| 1     | ایتالیا             | ۱۸  | ۵    | ۱۲   | ۳۵    |
| 2     | ایالات متحده آمریکا | ۱۰  | ۱۰   | ۹    | ۲۹    |
| 3     | چین                 | ۷   | ۱۵   | ۹    | ۳۱    |
| 4     | استرالیا            | ۵   | ۸    | ۰    | ۱۳    |
| 5     | فنلاند              | ۴   | ۱    | ۳    | ۸     |
| 6     | بریتانیای کبیر      | ۳   | ۲    | ۴    | ۹     |
| 7     | اتحاد جماهیر شوروی  | ۲   | ۲    | ۰    | ۴     |
| 8     | روسیه               | ۲   | ۱    | ۴    | ۷     |
| 9     | کویت                | ۱   | ۱    | ۳    | ۵     |
| 10    | تایوان              | ۱   | ۱    | ۲    | ۴     |
| 11    | اسپانیا             | ۱   | ۱    | ۰    | ۲     |
| 11    | امارات متحده عربی   | ۱   | ۱    | ۰    | ۲     |
| 13    | کره جنوبی           | ۱   | ۰    | ۴    | ۵     |
| 14    | فرانسه              | ۱   | ۰    | ۲    | ۳     |
| 15    | سوئد                | ۰   | ۳    | ۰    | ۳     |
| 16    | آلمان               | ۰   | ۲    | ۰    | ۲     |
| 17    | مجارستان            | ۰   | ۱    | ۲    | ۳     |
| 18    | ژاپن                | ۰   | ۱    | ۱    | ۲     |
| 19    | کانادا              | ۰   | ۱    | ۰    | ۱     |
| 19    | ترکیه               | ۰   | ۱    | ۰    | ۱     |
| 21    | جمهوری چک           | ۰   | ۰    | ۱    | ۱     |
| 21    | هند                 | ۰   | ۰    | ۱    | ۱     |
| مجموع | مجموع               | ۵۷  | ۵۷   | ۵۷   | ۱۷۱   |